# Hardcore Superstar (album)
Hardcore Superstar è il quinto album della band Hardcore Superstar pubblicato nel 2006 (2005 in Svezia) per l'etichetta discografica Gain Records.

## Tracce
1. Kick On The Upperclass
2. Bag On Your Head
3. Last Forever
4. Shes Offbeat
5. We Dont Celebrate Sundays
6. Hateful
7. Wild Boys
8. My Good Reputation
9. Cry Your Eyes Out
10. Simple Man
11. Blood On Me
12. Standin' On The Verge

## Formazione
- Jocke Berg - voce
- Silver Silver - chitarra
- Martin Sandvik - basso
- Magnus Andreasson - batteria